# Nazionale maschile di rugby a 15 della Finlandia
La nazionale di rugby a XV della Finlandia (Suomen rugby union -maajoukkue) rappresenta la Finlandia nelle competizioni di rugby internazionali.
È attualmente inserita nella terza fascia del ranking mondiale. Non ha mai partecipato alla Coppa del mondo, ma partecipa regolarmente al Campionato europeo per Nazioni di rugby, dove è attualmente inserita nella 2ª divisione poule D.